# 潘庭筠
潘庭筠（？—？），字兰公，号德园，浙江钱塘人。清朝官員。他是黄易的亲家。他在進京趕考時與洪大容會晤7次。乾隆四十三年潘庭筠考中进士，之後被授予翰林院编修。乾隆五十五年出任陕西道御史。